# 아이다 스트라우스
로잘리 아이다 스트라우스(영어: Rosalie Ida Straus, 1849년 1월 6일~1912년 4월 15일)는 독일계 미국인 주부였고 메이시스 백화점의 공동 소유자인 미국 하원의원 이지도어 스트라우스의 아내였다. 그녀와 그녀의 남편은 타이타닉호의 침몰 중에 죽었다.

## 사망 및 유산
아이다는 1911년~1912년 겨울을 그녀의 남편 이지도어와 함께 유럽에서 보냈다. 그들은 원래 다른 배를 타고 집으로 돌아갈 계획이었지만, 다른 배의 석탄이 타이타닉으로 우회되는 원인이 된 영국의 석탄 파업 때문에 타이타닉으로 바꾸었다.
침몰하던 날 밤, 아이다의 하녀 엘렌 버드와 함께 8번 구명정 근처에 서 있는 이지도어와 아이다의 모습이 목격되었다. 담당 장교는 이지도어가 여자들과 함께 구명보트에 탑승하는 것을 기꺼이 허락했지만, 이지도어 스트라우스는 여자들과 아이들이 아직 배에 남아 있는 동안 이를 거부했다. 그는 아이다에게 승선을 권유했지만 아이다는 "우리는 오랜 세월을 함께 살아왔다. 네가 가는 곳에, 나는 간다." 이 사건은 구명정과 갑판에서 수많은 목격자들에 의해 목격되었다. 스트라우스 부부가 마지막으로 갑판에 팔짱을 끼고 서 있는 것이 목격되었다.
아이다의 용감함과 충성심에 대한 이야기는 매우 유명해졌다. 랍비는 그녀의 희생에 대해 그들의 신도들에게 말했고, 이디시어와 독일어 신문에 실린 기사들은 그녀의 용기를 높이 치켜세웠다.